# Cerro Paine Grande
Le cerro Paine Grande est une montagne située dans le massif del Paine, à l'intérieur du parc national Torres del Paine, en Patagonie chilienne. Administrativement, il est situé dans la XIIe région de Magallanes et de l'Antarctique chilien et à la province de Última Esperanza.

## Géographie
Situé au sud-ouest du massif, le cerro Paine Grande possède quatre sommets : la Cumbre principal (sommet principal, 3 050 m), la Punta Bariloche (pointe Bariloche, 2 600 m), la Cumbre Central (sommet central, 2 730 m) et la Cumbre Norte (sommet Nord, 2 750 m).

Vue du cerro Paine Grande, au centre, surplombant un fragment d'iceberg provenant du glacier Grey (visible à gauche) et flottant dans le lac éponyme

### Sources et bibliographie
- (es) Gino Buscaini et Silvia Metzeltin, Patagonia, tierra mágica para viajeros y alpinistas, Desnivel, 2000, 304 p. (ISBN 9788489969575)
- (en) Alan Kearney, Mountaineering in Patagonia, Cloudcap, 30 juin 1993, 168 p. (ISBN 9780938567301)